# Eriopyga lodebar
Eriopyga lodebar là một loài bướm đêm trong họ Noctuidae.